# باول أمبروز أوليفر
باول أمبروز أوليفر (بالإنجليزية: Paul Ambrose Oliver)‏ هو مهندس وضابط أمريكي، ولد في 18 يوليو 1831، وتوفي في 17 مايو 1912.